# Erythema elevatum diutinum
Als Erythema elevatum (et) diutinum (abgekürzt: EED) wird eine leuokozytoklastische Vaskulitis unbekannter Ätiologie bezeichnet, die nach rezidivierenden Infekten, zum Beispiel im Urethralbereich, auftreten kann. Im Rahmen des Erythems wird eine verstärkte Neutrophilenchemotaxis beschrieben, die darum eine Leukozytose zur Folge hat. Klinisch erscheint eine EED vor allem an den Extremitäten und dort wiederum vor allem an den Streckseiten. Es finden sich rundliche, vielgestaltige, scheiben- oder knotenförmige Erytheme, die ein farbliches Spektrum von hellrot bis livide (bläulich) aufweisen. Sie bestehen über sehr unterschiedlich lange Zeiträume und unter Umständen über Jahre. Ein EED kann zu jedem Zeitpunkt spontan rückläufig werden, oder wiederkehrend auftreten. Assoziiert wird EED mit verschiedenen teils schwerwiegenden oder autoimmunen Erkrankungen und Prozessen, wie zum Beispiel Monoklonaler Gammopathie, entzündlichen Veränderungen verschiedener Augenabschnitte, Streptokokkeninfektionen oder Rheumatoider Arthritis. Eine gute therapeutische Option besteht in der Anwendung von Dapson.